# Adolf II. (Berg)
Adolf II. von Berg (* 1090er; urkundlich 1115–1160; † 12. Oktober 1160–1170 in der Abtei Altenberg) war von 1115 bis 1160 Graf von Berg.

## Leben
Adolf II. war ein Sohn des Grafen Adolf I. von Berg aus dem Dynastengeschlecht Berg. Nach dem Tod seines Vaters 1106 übernahm Adolf die Grafschaft Berg. Urkundlich erscheint er erstmals 1115 als Graf von Berg. Zu diesem Zeitpunkt war er ungefähr 25 Jahre alt. Aber schon als minderjähriges Kind war er Vogt der Benediktinerabtei Werden. Ab 1125 war er Vogt der Abtei Siegburg. Später war er ferner Vogt des Klosters Dünnwald, der Abtei Deutz, des Klosters Cappenberg sowie der rechtsrheinischen Besitzungen des Kölner Domstiftes. Spätestens um 1120 heiratete er die Tochter Adelheid des Grafen von Arnsberg und erweiterte und festigte den Besitz seines Adelsgeschlechts in Westfalen. Adelheid starb vor 1131. Mit ihr hatte Adolf möglicherweise einen Sohn:
- Adolf (* 1120–1125; † 28. Juli 1148 bei der Belagerung von Damaskus während des Zweiten Kreuzzugs).

Allerdings kann für diesen Sohn Adolf nicht sicher belegt werden, dass er ein Sohn Adelheids war. Möglicherweise stammte er auch aus der zweiten Ehe seines Vaters. Denn spätestens 1131 heiratete Adolf II. in zweiter Ehe eine Nichte des Kölner Erzbischofs Friedrich I. von Schwarzenburg, möglicherweise Irmgard, eine Tochter von Engelbert von Schwarzenburg. Aus dieser Ehe stammen folgende Kinder:
- Eberhard (auch Everhard) (*/† unbekannt; urkundlich 1144–1174), von 1161 bis 1180 Graf von Altena.
- Friedrich (* 1121–1125; † 15. Dezember 1156 in Pavia, Lombardei), war von 1156 bis 1158 Erzbischof von Köln.
- Engelbert (* unbekannt; urkundlich 1152–1189; † Anfang Juli 1189 bei Kovin, Serbien), war von 1161 bis 1189 Graf von Berg.
- Bruno (auch Brun) (* spätestens um 1140; † nach 1193 als Mönch im Kloster Altenberg), war nach diversen Probst-Positionen von 1191 bis 1193 Erzbischof von Köln.
- Adolf (* kaum vor 1148 und spätestens 1150; urkundlich 1192–1197; † unbekannt)

Adolf II. war der Bauherr von Schloss Burg (novus mons), welches er frühestens 1140, vielleicht erst 1160 bezog. 1133 wurde von ihm die alte Stammburg der Grafen von Berg, die Burg Berge, an den Zisterzienser-Orden übergeben. Bis zur Fertigstellung von Schloss Burg residierte er auf Burg Altena, die er 1152 ausbauen ließ, und Burg Hövel. Von großer wirtschaftlicher und politischer Bedeutung für die Grafschaft Berg war die Kontrolle der hansischen Handelswege zwischen Köln und Dortmund sowie der Silberreichtum des Bergischen Landes, der durch Münzprägungen ab dem zweiten Drittel des 11. Jahrhunderts dokumentiert ist. Auch Adolf II. von Berg ließ in Wildberg, Bensberg und Siegburg Münzen schlagen.
Möglicherweise beteiligte sich auch Adolf II. wie andere deutsche Fürsten am Zweiten Kreuzzug. Sein ältester Sohn Adolf lässt sich sicher als Kreuzfahrer nachweisen; er fiel 1148 bei der erfolglosen Belagerung von Damaskus. 1160 teilte Adolf II. seine Grafschaft und gab sie an seine Söhne  Everhard und Engelbert weiter. Anschließend trat er als Konverse in das Kloster Altenberg ein. Dieses Verhalten ist für einen Monarchen sehr unüblich. Meist trugen sie ihre Titel bis zur letzten Salbung und gaben sie nicht vorher ab, um Mönch zu werden. Von Kaiser Friedrich II. ist beispielsweise überliefert, dass dieser auf dem Sterbebett die Kutte der Zisterzienser anlegte und als solcher starb. Möglicherweise hatte Adolfs Bruder Everhard, der 1129 Mönch im Zisterzienserkloster Morimond geworden war und ab 1143 als Abt im Kloster Georgenthal bei Gotha in Thüringen fungierte, in dieser Entscheidung größeren Einfluss auf Adolf II. Adolf II. starb  wahrscheinlich am 12. Oktober 1170 und wurde zuerst im Vorläufer der Markuskapelle begraben. Nachdem das Querschiff des Altenberger Doms fertiggestellt war, wurden die Gebeine anlässlich des Begräbnisses von Propst Konrad 1313 in den Dom überführt.